# Carl Cedercreutz
Carl Vilhelm Cedercreutz, född 2 april 1893 i Helsingfors, död 1968, var en finländsk friherre och botaniker.
Cedercreutz, som var son till friherre Emil Valdemar Cedercreutz och Ebba Louise Nanny Lagerborg, blev student 1912, filosofie kandidat 1921, filosofie licentiat 1928 och filosofie doktor 1929. Han var docent i botanik vid Helsingfors universitet 1934–1960 och intendent för universitetets botaniska museum 1954–1960. Han företog bland annat en forskningsresa till Azorerna 1938. Han författade uppsatser och meddelanden, främst algologiska, de flesta i Societas pro Fauna et Flora Fennicas skriftserier. Han blev medlem av Societas pro Fauna et Flora Fennica 1916, Entomologiska föreningen i Helsingfors 1919, Geografiska sällskapet i Finland 1922 och Finska Vetenskaps-Societeten 1948.